# 深澤敏則
深澤 敏則（ふかさわ としのり）は、日本の男性アニメーション演出家。東映アニメーション所属。

## 参加作品

### テレビアニメ
- デジモンフロンティア（2002年 - 2003年、演出助手）
- 金色のガッシュベル!!（2003年 - 2006年、演出助手、演出）
- デジモンセイバーズ（2006年 - 2007年、演出）
- 神様家族（2006年、演出）
- ゲゲゲの鬼太郎（2007年- 2008年、演出）
- ラブ★コン（2007年、演出）
- はたらキッズ マイハム組（2007年 - 2008年、演出)
- トリコ（2011年 - 2012年、演出）
- デジモンクロスウォーズ 〜時を駆ける少年ハンターたち〜（2012年、演出）
- 聖闘士星矢Ω（2012年、絵コンテ）
- 探検ドリランド（2012年 - 2013年、シリーズディレクター、演出）
- 探検ドリランド -1000年の真宝-（2013年、シリーズディレクター、絵コンテ、演出）
- ONE PIECE（2014年 - 2019年、2021年、2023年、シリーズディレクター、絵コンテ、演出、オープニング「Hard Knock Days」「ウィーキャン!」「Hope」絵コンテ・演出）
- ヒーリングっど♥プリキュア（2020年、絵コンテ、演出）
- トロピカル〜ジュ!プリキュア（2021年、絵コンテ）
- デリシャスパーティ♡プリキュア（2022年、シリーズディレクター、絵コンテ・演出、オープニング「Cheers!デリシャスパーティ♡プリキュア」絵コンテ）[1]

### 映画
- 虹色ほたる 〜永遠の夏休み〜（2012年、助監督）
- 映画 プリキュアミラクルリープ みんなとの不思議な1日（2020年、監督）